# Torso de Fruela I (escultura)
L'escultura urbana coneguda pel nom Torso de Fruela I, ubicada a la confluència dels carrers Conde de Toreno i General Yagüe, a la ciutat d'Oviedo, Principat d'Astúries, Espanya, és una de les més d'un centenar que adornen els carrers de l'esmentada ciutat espanyola.
El paisatge urbà d'aquesta ciutat, es veu adornat per obres escultòriques, generalment monuments commemoratius dedicats a personatges d'especial rellevància en un primer moment, i més purament artístiques des de finals del segle xx.
L'escultura, feta de bronze, és obra de Miguel Ortiz Berrocal, i està datada 1998.
L'obra és un homenatge al rei Fruela I (757-768), fill de Ermesinda i d'Alfons I, a qui va succeir en el tron asturià. Està instal·lada sobre un alt pedestal i és representativa de l'anomenada "escultura desmuntable", ja que està composta per diverses peces que encaixen i s'acoblen a la perfecció.